# Jorge de Alvarado y Villafaña
Jorge de Alvarado y Villafañe fue un funcionario y militar novohispano, caballero de la Orden de Santiago y miembro de la poderosa familia Alvarado, que ocupó el cargo de gobernador de la provincia de Honduras. 

## Biografía
Nació en México hacia 1565, hijo de Jorge de Alvarado y Estrada y Catalina de Villafañe y Carvajal. Por lado de su padre era nieto de Jorge de Alvarado y Contreras (hermano del adelantado Pedro de Alvarado, caballero de la Orden de Santiago), gobernador y capitán general de Guatemala y gobernador de Honduras, y de su esposa Leonor de Estrada (hija de Alonso de Estrada, tesorero real y gobernador de la Nueva España) . Por lado materno, era nieto de Ángel de Villafañe, gobernador de Florida. 
Recibió el cargo de sargento mayor. 
En 1585 le fue concedido el hábito de la Orden de Santiago, siendo armado caballero en 1587.
A fines del siglo XVI y principios del siglo XVII fue nombrado gobernador de la provincia de Honduras, cargo que anteriormente ocuparía su abuelo Jorge de Alvarado.

## Matrimonio y descendencia
Casó en primeras nupcias con Brianda de Quiñones y en segundas con la guatemalteca Juana de Benavides. 
Su hijo Gil de Alvarado y Benavides fue corregidor de Pacaca, Turrialba y Chirripó.
- Datos: Q5936301